# Алиев, Мамедтаги Гаджи Абдуссамед оглы
Мамедтаги Гаджи Абдуссамед оглы или Мамедтаги Гаджи Абдуссамед оглы Ализаде (10 января 1858, Шемаха – 1918, Шемаха) – общественно-политический деятель, учёный-экономист, публицист, один из пяти азербайджанцев, избранных в Государственную думу Российской империи I созыва.

## Биография
Мамедтаги Гаджи Абдуссамед оглы родился 10 января 1858 года в городе Шемахе. В 1864-1868 годах учился в уездной школе в Шемахе, в 1868-1874 годах – в 6-классной школе при Духовном управлении мусульман Кавказа в Тбилиси, а в 1874-1878 годах – в Бакинском реальном училище. После получения среднего школы окончил Петровско-Разумовскую земледельческую и лесную академию в Москве, получив высшее образование по специальности агроном и экономист.